# لستر بوک‌بایندر
لستر بوک‌بایندر (انگلیسی: Lester Bookbinder; ۱ ژانویهٔ ۱۹۲۹ – ۱ ژانویهٔ ۲۰۱۷) یک عکاس و کارگردان تجاری آمریکایی بود که در بریتانیا کار می‌کرد.
بوک‌بایندر قبل از نقل مکان به لندن نزد روبن سامبرگ آموزش دید. او به‌عنوان یک عکاس برجسته هنرهای زیبا و تبلیغات استودیویی که بیشتر به خاطر ترکیب‌بندی‌های پیچیده و عکس‌های افکت استودیویی شناخته می‌شود، کار خود را آغاز کرد.
او همچنین تبلیغات و موزیک ویدیوهای آهنگ‌هایی از جمله «رومئو و ژولیت» از دایر استریتس را کارگردانی کرد.